# Virgularia halisceptrum
Virgularia halisceptrum is een Pennatulaceasoort uit de familie van de Virgulariidae. De wetenschappelijke naam van de soort is voor het eerst geldig gepubliceerd in 1910 door Broch.